# Adelphicos veraepacis
Adelphicos veraepacis (риюча змія Стюарта) — вид змій родини полозових (Colubridae). Ендемік Гватемали.

## Поширення і екологія
Риючі змії Стюарта мешкають в горах Сьєрра-де-лас-Мінас, Сьєрра-де-Куїлько, Серра-де-Ксуканеб і Сьєрра-де-лос-Кучуматанес на заході Гватемали. Вони живуть в гірських сосново-дубових лісах і хмарних лісах, трапляються на узліссях. Зустрічаються на висоті від 1200 до 2200 м над рівнем моря. Ведуть наземний, риючий, переважно нічний спосію життя.

## Збереження
МСОП класифікує цей вид як вразливий. Adelphicos veraepacis загрожує знищення природного середовища.